# Clínica Jurídica por la Justicia Social
La Clínica Jurídica por la Justicia Social (CJJS) puesta en funcionamiento en el curso 2016/2017, es un espacio para que el alumnado aprenda, de forma práctica y activa, las habilidades y responsabilidades propias de las profesiones jurídicas. Está ubicada en la Facultad de Derecho de la Universidad del País Vasco, en el campus de San Sebastián (España). Está dirigida por Maggy Barrère Unzueta y Juana Goizueta Vértiz.

## Propósito
Su objetivo principal es poner al alumnado en contacto con casos de personas y grupos que viven situaciones graves de injusticia. A través de este espacio, los estudiantes de Derecho o Criminología pueden realizar tanto prácticas curriculares o voluntarias, como el Trabajo de Fin de Grado, o el Trabajo de fin de Máster. El trabajo que desarrolla el alumnado en la clínica favorece su aprendizaje mediante la prestación de un servicio a la comunidad, y a su vez es innovador en el ámbito del compromiso social.
El modelo de la clínica, basado en la justicia social, destaca por la importancia del pensamiento crítico. La enseñanza Clínica trasciende la forma clásica de aprender Derecho que trata exclusivamente con manuales, boletines y sentencias (Derecho “en los libros”) y se caracteriza por estar vinculada con la práctica (Derecho “en acción”). Desde la clínica se proponen trabajar por un modelo de justicia consciente, para trabajar por un Derecho más justo desde las profesiones jurídicas.
La clínica cuenta con el apoyo de numerosos profesionales del Derecho con experiencia en abordar casos de discriminación y de defensa de los Derechos Humanos. El trabajo de los casos suministrados por estos profesionales permite a la clínica ser un enclave de innovación pedagógica, metodológica y de reflexión tanto teórica como práctica sobre problemáticas del entorno más cercano.
Otra de las finalidades de este proyecto es generar instrumentos de análisis y estrategias, para conjugar las enseñanzas adquiridas en los estudios con la experiencia de asociaciones y organizaciones implicadas en el activismo social del entorno guipuzcoano. Asimismo, es un instrumento para poder plantear reformas en las enseñanzas jurídicas y en los estudios de Criminología a través de las experiencias adquiridas. Además, tratan de sugerir posibles áreas de intervención o de mejora de la legislación.
La clínica se concibe también como un espacio abierto a la ciudadanía, mediante el conocido como 'Street Law', que consiste en acercar a las personas la información sobre sus derechos y responsabilidades. Los cursos de Street Law pueden variar desde la elaboración de vídeos, presentaciones (por ejemplo, impartir unas nociones generales sobre la legislación nacional e internacional en materia de Derechos Humanos y sus implicaciones), a cursos de breve duración, cursos de derechos a personas inmigrantes, asiladas, a grupos discriminados por factores diversos, etc.
La Clínica Jurídica es un modelo estadounidense que se ha implantado en numerosas universidades de Europa. Nacieron en el marco de la Gran Crisis de 1929, como respuesta a la dura realidad del momento. Se trata de un espacio en el que se enseña al alumnado, de forma práctica y activa, las habilidades y responsabilidades propias de las profesiones jurídicas. Su nombre proviene de la idea de aplicar la metodología de los estudios de medicina (enseñanza teórica y práctica hospitalaria) a las facultades de derecho, combinando así, el estudio teórico con la práctica jurídica real.